# Ліна Біленька
Ангелі́на Тимофі́ївна Григо́р'єва, у шлюбі Студе́цька (10 січня 1925 р., с. Юзвин, Вінницький район, Вінницька область — 23 березня 2025 р. c. Підбуж, Дрогобицький район, Львівська область), псевдонім Лі́на Біле́нька — українська дитяча поетеса, членкиня Національної спілки письменників України (1995).

## Біографія
Народилася 10 січня 1925 р. в с. Юзвин на Вінниччині. Закінчила Вінницький педагогічний інститут. Учасниця Другої світової війни. Працювала лаборанткою в альма-матер, коректоркою в обласній друкарні, редакторкою реклами, інспекторкою архівного відділу при облвиконкомі, старшим техніком на заводі радіоелектроапаратури. У 1982—1984 рр. була секретаркою і літконсультанткою Вінницької письменницької організації. У 1995 р. разом з чоловіком — письменником Миколою Студецьким переїжджає на Київщину. Згодом оселяється у Будинку ветеранів сцени в Пущі-Водиці (Київ).
Померла 23 березня 2025 року в с. Підбуж на Львівщині. Похована на ділянці геріатричного пансіонату місцевого кладовища.

## Творчість
Писала переважно для дітей. Перша публікація — у 1945 р. в газеті «Вінницька правда». Згодом її ліричні поезії і твори для дітей публікуються в українській періодиці.
Її поезії властива природність образного мислення, простота висловлення. Домінуючим у творчості є змалювання природи. Притаманний сатиричний жанр з відтінком гумору, також інтимна лірика.
Авторка різножанрових книжок: «Українським дітям у всьому світі» (1990), «Три зошити» (1991), «Весела книжечка для малят» (1991, у співавторстві з Петром Головатюком), «Цок, цок — іде цапок» (1992), «Арфа» (1996), «Сонячний букварик» (2000), «Казка про камінець і його друзів» (2011), «Казка про мишку-мандрівницю» (2011), «Заметіль» (2011), «Жаб'ячий концерт» (2011), «Заєць і зайченя» (2011), «Горобець» (2011).
Твори перекладені балкарською, кабардинською і російською мовами.